# 清水愛
清水 愛（しみず あい、1981年3月26日 - ）は、日本の女性声優、歌手、舞台女優、プロレスラー。東京都大田区出身。

## 来歴
もともとは声優志望ではなかったが、引っ込み思案で人見知りな性格を直し「もっと社交的になりたい」と思い、まずは声をはっきり出すために高校卒業後、声優の専門学校で声優の勉強をすることにした。専門学校で授業を受けるうちに表現をすることが楽しくなり、その後声優デビューを果たした。在学中に講師である神谷明の番組のアシスタントオーディションに合格し、ファンから応援の声を受けたことも声優として活動していく動機となった。
関東国際高等学校卒業、日本工学院専門学校演劇俳優科声優コース卒業。日本工学院専門学校在学中に新谷良子、坂本美里とユニットの「めぇめぇもぉ」を結成。かつては在学中に合格した紅屋25時（アットウィル）に所属していたが、事務所廃業により退所。その後、81プロデュースに移籍。2008年11月1日に81プロデュースを退所し、フリーを経て、同年12月1日に東京俳優生活協同組合に所属したが、2014年7月31日を以って退所。翌8月1日からフリーとなった。
2016年8月2日、自身のtwitterで井上マイクとの結婚を報告した。2020年11月22日に妊娠を報告した。2021年3月12日にツイッターで第1子を出産したことを報告した。

## 人物
声種はメゾソプラノ。
釣りとサバイバルゲーム、プロレスを好む。漫才を始めとしてお笑い好きである。プロフィールの「特技」の欄に「お姫様抱っこをする」と記述していたこともあった。
小さい頃から力道山の胸像がある池上本門寺に行く機会がよくあり、祖父母にその銅像が「力道山だよ」と教えられていた。ただしその頃は小さかったため、力道山がプロレスラーだということは知らなかった。深夜番組が好きだったため、その延長で女子プロレスをよく観ており、ブル中野や井上京子が印象に残り、強い女性に憧れていた。他にはバラエティー番組にダンプ松本やアジャコングが出演しており、子供の頃から強く記憶に残っていた。プロレスを好き過ぎて、内部のスタッフになってしまった友人がおり、彼女から「招待券があるから行かない？」と誘ってくれた新日本の試合が初観戦であり、後楽園ホールのオレンジの椅子に座っていたのを覚えているという。その後は全日本を観たりDVDを買って観るようになり、特にグレート・ムタに熱中後は、プロレスを観に行くのが趣味になったという。
その他の特技は器械体操。
北京語が得意で、中国語検定2級を持っているほか、高校では外国語科の中国語コースに在籍していた。
一人っ子である。

## 交友
中原麻衣とは共演する機会が多く、公私共に親しい関係である。複数のラジオ番組で一緒にレギュラーを務めたり、声優ユニットとしてCDがリリースされたこともあった。
笹島かほるとも関係が深く、架空のお笑いコンビ「ラブフェロモン」を結成したり、ラジオパーソナリティーとして長らくコンビを組んだりしていた。ラジオはタイトルを変えて長期にわたって続き、番組終了後もブログ『らぶふぇろ交換日記』を立ち上げた。
新谷良子、川澄綾子、浅野真澄、小清水亜美、植田佳奈、千葉紗子、伊藤静、門脇舞以、石毛佐和、生天目仁美、ささきのぞみ、松来未祐とも仲が良い。
後述するプロレス参戦からモデル兼レスラーである赤井沙希や舞台で共演した藤本つかさとも親交が深まった。

## プロレスラー

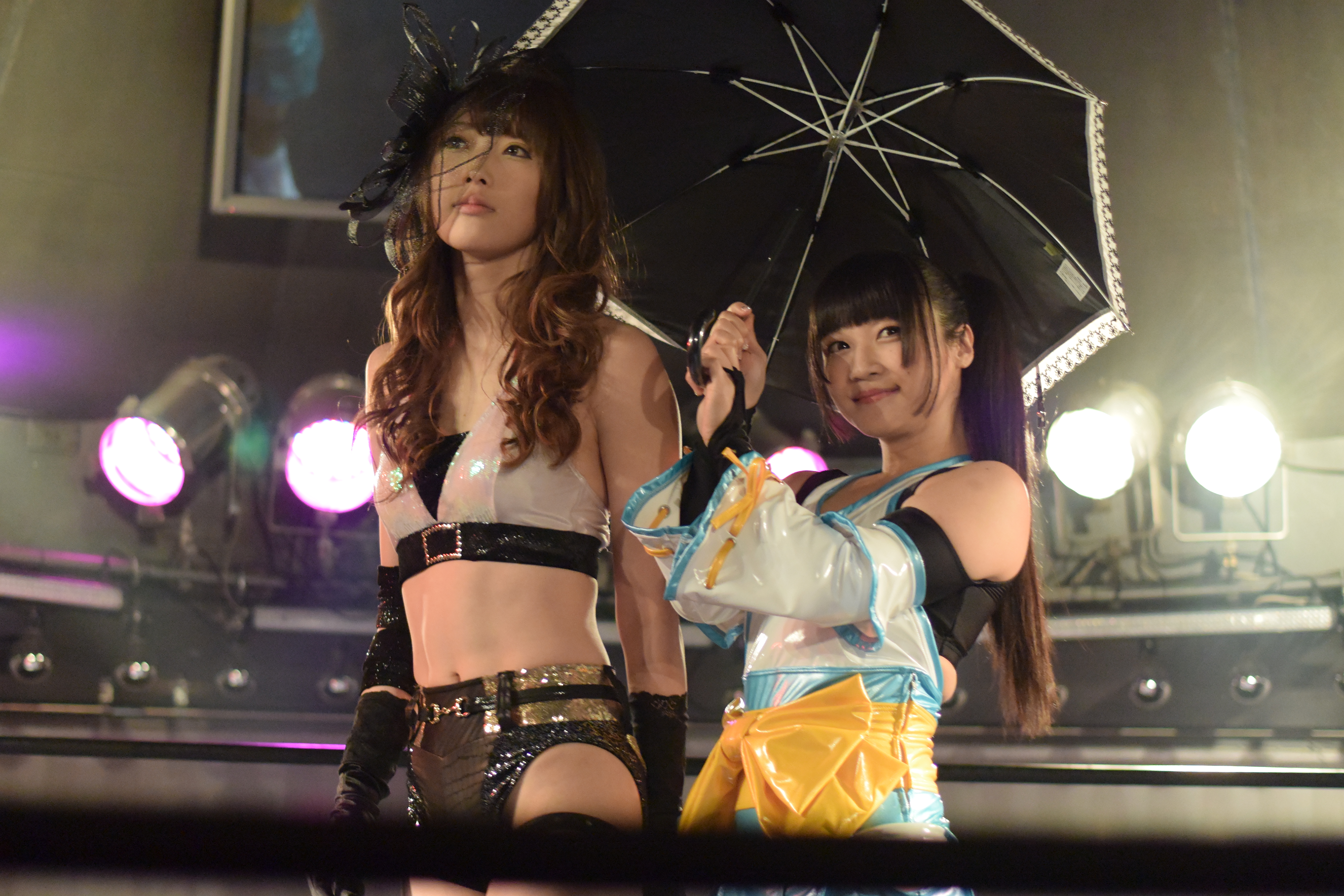
美威獅鬼軍 [赤井沙希＆清水愛]（2015年3月22日 王子BASEMENT MONSTAR）

### プロレスデビュー
プロレスファンが昂じてアイスリボンのプロレスサークルに参加。同じサークルには弓李、雪妃真矢、斉藤一二三（後にレフェリーとなる）も参加していた。
2013年
- 九州の「がむしゃらプロレス」からの依頼でイベント的に来場する予定が、本人が乗り気になり自主的に練習を重ね衣装も作成、プロレスデビューする運びとなる[3][21]。2015年当時の10年くらい前からよくはりけ〜んずの前田登からイベントに呼ばれていた[3]。ある時、北九州で行われていた前田のイベントにゲストで行った時に、アニソンバーとプロレスバーとプロレス団体を経営していた人物を紹介をしてもらい、その縁でその人物が主催する団体の10周年イベントから出演オファーを貰ったという[3]。その時は「北九州！また美味しいもの食べられる！絶対行きます！」と二つ返事でOKしていたが、「せっかくリングのある会場で、自分の好きな分野のイベントだし……」と思っていたところ、Twitterで告知する時に思わず「ついにリングデビュー決まりました！」と呟いてしまったからだという[3]。
- 12月1日、北九州芸術劇場で開催された「がむしゃらプロレス」10周年興行にてプロレスデビューし、初勝利を飾る。

2014年
- 4月7日、東京愚連隊の新宿FACE大会にて鈴木みのる・高山善廣・くいしんぼう仮面とタッグを組んで出場、こちらも勝利を収める[22]。
- 7月7日、東京愚連隊自主興行『TOKYO STARRCADE〜七夕野郎Aチーム〜』新宿FACE大会にてCIMAとタッグを組んで出場。相手は前回と同じくめんそ〜れ親父（全日本プロレス・中島洋平）と松本浩代。こちらも勝利を収める[23]。

### 東京女子プロレス参戦
- 6月4日、東京女子プロレス渋谷DESEO大会に姿を表し、ケンドー・リリコの欠場により開催の危ぶまれたトーナメント「東京プリンセスカップ」の空いた一枠への参戦を直訴し同トーナメントにエントリー[24]。
- 7月19日、東京女子プロレス初参戦となった北千住大会にて行われた「東京プリンセスカップ」一回戦で中島翔子と対戦するも敗北[25]
- 8月17日に開かれるDDTプロレスリング年間最大イベント「両国ピーターパン2014〜人生変えちゃう夏かもね!〜」へ参戦[26]、アイアンマンバトルロイヤルに第3入場者として登場するもベルト奪取はならず。
- 8月30日、東京女子プロレス王子大会にてシングル初勝利を挙げる（対戦相手はえーりん）[27]。

2015年
- 2月28日、東京女子プロレス新宿FACE大会でモデル兼レスラーの赤井沙希と初シングルで敗れるも、エンディングで共闘し東女に宣戦布告[28]。
- 同日夜に開催された、DDTと「リング☆ドリーム 女子プロレス大戦」のコラボ興行にてロイヤルランブル戦に出場。最後の3人まで残り、逆さ抑えこみでもつれた平田一喜・彰人の2人をまとめて抑えこみ勝者となる[29]。
- 3月22日、東京女子プロレス王子大会にて、赤井沙希とのユニット「美威獅鬼軍」本格開始。山下実優＆KANNA組を相手に初陣を勝利で飾る。
- 4月18日、東京女子プロレス王子大会にて、美威獅鬼軍でのの子&ミウラアカネの「バストデラックス」とユニット対決に挑みこれに勝利。
- 10月7日、初立候補となった「DDTドラマティック総選挙2015」にて263票を獲得し14位にランクイン、選抜入りを果たす。
- 10月12日、赤井の東京女子撤退により美威獅鬼軍終了、再び本隊へ。

2016年
- 1月4日、東京女子プロレス後楽園ホール大会にて元美威獅鬼軍の同門だったKANNAとのシングル、初披露となる不知火で勝利。
- 1月24日、東京女子プロレス王子大会の試合後、4月2日の春日部大会をもって東京女子プロレスを卒業する事を発表。
- 3月6日、東京女子プロレス初の大阪大会にて、メインのタッグマッチで中島翔子から勝利して大会を締める。
- 4月2日、東京女子プロレス春日部大会にて卒業マッチ。中島と組み山下実優&辰巳リカと対戦し中島が辰巳に勝利。試合後、美威獅鬼軍の赤井とKANNAが登場し一日限りの復活。山下・中島・坂崎と対戦し、清水がダイビング・ボディーアタックで中島から勝利。

### フリー参戦
- 4月15日、ガンバレ☆プロレスのチケット即売会に登場しガンプロ参戦を直訴。4月23日に王子Basement MON☆STARにて行われる昼夜興行両方への参戦が決定[30]。
- 4月23日、ガンバレ☆プロレス王子大会の昼興行にて、Xとして登場した大家健とシングルマッチ[注 1]、逆片エビ固めにレフェリーストップ負け。試合後、大家からの誘いを受けガンプロへの継続参戦が決定[31]。夜興行では力とタッグを組み、冨永真一郎＆神田愛実と対戦[32]。
- 6月16日、ハキダメ★プロレス蕨大会にて行われたガンバレ☆プロレスvsハキダメ★プロレスの全面対抗戦にガンプロ軍として参加。Hi69のトランスレイヴに沈む[注 2]も、チームは勝利を上げる[33]。
- 7月3日、アイスリボン後楽園ホール大会にて同団体初参戦、トライアングルリボン王座に挑戦し勝利を収め同王座戴冠[34]。自身初のタイトル戴冠となる。
- 7月24日、ガンバレ☆プロレス初の大阪大会に参戦、メインイベントにて大家とのタッグで今成夢人＆バンビ組と対戦し勝利。
- 8月2日、DDTプロレスリングのリングアナを務める井上マイクと結婚する事を本人のツイッターで発表。10月30日に式を挙げた。
- 9月2日、ガンバレ☆プロレス蕨大会にて香港国際婦人警察マン(CV清水愛)として参戦、香港国際警察マン（趙雲子龍）・香港国内銀行強盗マン（丸山敦）と3WAYで対戦し、ダブルのブレーンバスターを切り返してのブレーンバスターホールドで勝利。
- 9月11日、中国のCWFに参戦、さくらえみと対戦も、ムーンサルトプレスに敗れる。
- 12月22日、ガンバレ☆プロレスの新木場大会から「清水愛ガンバレ☆プロレス試練の三番勝負」がスタート。初戦は翔太と対戦するがシャープシューターに敗れ、正座になって涙ながらに翔太に一礼した[35]。
- 12月31日、アイスリボン後楽園ホール大会のトライアングルリボン選手権で豊田真奈美に二人まとめての（もう1人は長崎まる子）ムーンサルトプレスに敗れ、王座陥落。

2017年
- 1月4日、東京女子プロレスの後楽園ホール大会に同団体としては久々に参戦しローラ・ジェームスと組んで人妻軍を結成。滝川あずさ＆のの子の婚勝軍と対戦し、釣りガール式ばくだん固めで滝川からフォール勝ちを奪った[36]。
- 1月21日、ガンバレ☆プロレスの王子大会の夜興行で、「清水愛ガンバレ☆プロレス試練の三番勝負」の2戦目として松本浩代と対戦するが惨敗に終わった[37]。
- 2月11日、ガンバレ☆プロレスの王子大会の夜興行で、「清水愛ガンバレ☆プロレス試練の三番勝負」の最終戦としてカサンドラ宮城と対戦したが、パイルドライバーに敗れ、3戦全敗に終わった[38]。

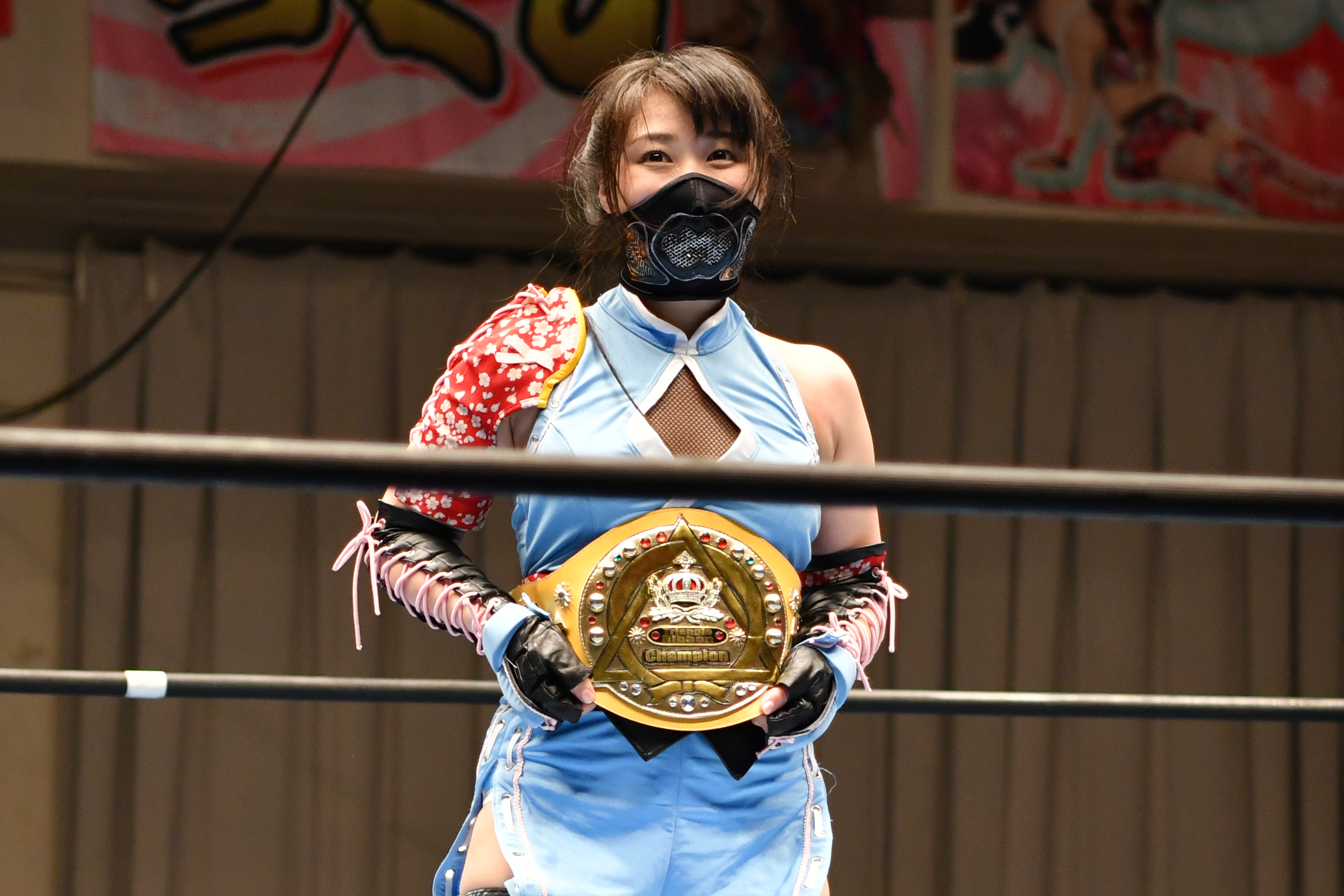
トライアングルリボン王座
（2016年7月3日 後楽園ホール）

### 得意技
- 釣りガール式ばくだん固め[39]
  - フィッシャーマンズ・スープレックス・ホールド。主なフィニッシャー。
- 不知火（しらぬい）
  - コーナーではなくロープを駆け上がる。
- トリープフリューゲル
  - コーナー際で相手の頭を捕らえ、コーナーを駆け上がってのスイングDDT。
- フライングボディアタック
- フライングクロスチョップ
- ギロチンドロップ
- ラ・マヒストラル
- ジャイアントスイング
- 拝み渡り
- 十字架固め
  - 拝み渡りから連続で繰り出す
- ドラゴンスクリュー
- ロメロスペシャル
- グラウンドコブラ
- フランケンシュタイナー
- エアブレンスピン
- おっぱいスカッシュ☆
  - 両腕を両足でフックし両腕で相手の胸を締め上げる変形キャメルクラッチ。のの子のボインに対し使用、勝利を収める。
- カミカゼ
- 炎のスピア
  - 上記2つは大家健と同じ形

### 入場曲
- 凛花（らいむ隊） ※TV版以降に使用されていた再レコーディング版
- 薔薇は美しく散る（鈴木宏子） ※美威獅鬼軍の入場曲

### 獲得タイトル
- 第23代トライアングルリボン王座

## 出演
太字はメインキャラクター。

### テレビアニメ
2001年
- ヴァンドレッド 胎動篇（ブリッジクルーF）
- ギャラクシーエンジェル（女の子、ウェイトレス、コンピューターの声）
- ナジカ電撃作戦
- まほろまてぃっく（2001年 - 2009年、お天気キャスター、ニュースの声、370 / みなわ） - 2シリーズ + 特別編2作品

2002年
- 朝霧の巫女（稗田柚子）
- あずまんが大王（女子バスケ部員）
- ヒートガイジェイ（モニカ・ガブリエル）
- りぜるまいん（胡桃、女生徒、生徒、カップルの女）

2003年
- 明日のナージャ（女の子）
- おねがい☆ツインズ（小野寺樺恋）
- コロッケ!（2003年 - 2005年、ドロップ）
- セイント・ビースト〜聖獣降臨編〜（バンビのリオ）
- とっとこハム太郎（ヒトミちゃん〈2代目〉）
- 妄想科学シリーズ ワンダバスタイル（キク8号）
- ヤミと帽子と本の旅人（イブ・ジル・初美、コゲちび、藤姫）
- らいむいろ戦奇譚（真田木綿）
- ロックマンエグゼ（2003年 - 2004年、メイドさんC、メイドC） - 2シリーズ
- わがまま☆フェアリー ミルモでポン!（ソフト）

2004年
- 宇宙交響詩メーテル 銀河鉄道999外伝（テス）
- GIRLSブラボー first season（はかな）
- この醜くも美しい世界（アカリ）
- W〜ウィッシュ〜（遠野泉奈）
- DearS（レン〈レンレンレンナグサランレンシーア・ルルンンレン・ナコラ〉）
- 舞-HiME（2004年 - 2005年、美袋命）
- 魔法少女リリカルなのは（2004年 - 2005年、月村すずか） - 2シリーズ

2005年
- あかほり外道アワーらぶげ（良澄愛美）
- いちご100%（端本ちなみ）
- 奥さまは魔法少女（紅さやか / クルージェ・ギャップ）
- これが私の御主人様（沢渡みつき）
- 地獄少女（鷹村涼子）
- 絶対少年（海野潮音）
- ツバサ・クロニクル（すもも）
- ふしぎ星の☆ふたご姫（プペット）
- ポケットモンスター アドバンスジェネレーション（トラン）
- 舞-乙HiME（ミコト〈猫 / 人間体〉、ミミ）
- MÄR-メルヘヴン-（2005年 - 2007年、スノウ〈小雪〉）

2006年
- 鍵姫物語 永久アリス輪舞曲（有栖川ありす）
- 陰からマモル!（服部山芽）
- Gift〜eternal rainbow〜（深峰莉子）
- しにがみのバラッド。（ダニエル）
- 女子高生 GIRL'S-HIGH（鈴木桃香）
- Strawberry Panic（涼水玉青、日向絆奈）
- D.Gray-man（ロード・キャメロット）
- ときめきメモリアル Only Love（吉野椿）
- 護くんに女神の祝福を!（2006年 - 2007年、吉村逸美）
- 落語天女おゆい（小石川鈴）

2007年
- AYAKASHI（パム・ウェルヌ・アサクラ）
- エル・カザド（エリス）
- 怪物王女（シャーウッド）
- 銀魂（天眼通の阿国）
- ケンコー全裸系水泳部 ウミショー（生田蒔輝）
- sola（石月こより）
- 桃華月憚（コゲちび）
- はぴはぴクローバー（クルリさん）

2008年
- アキバちゃん（アキバちゃん）
- 狂乱家族日記（竜骨寺椿姫）
- 絶対可憐チルドレン（犬神初音）
- テレパシー少女 蘭（藤本月）
- 破天荒遊戯（ララウェル）
- ハヤテのごとく！（女子霊）
- ぷるるんっ!しずくちゃん あはっ☆（ハイビー）

2009年
- 咲-Saki-（2009年 - 2014年、国広一） - 3シリーズ
- しゅごキャラ!!どきっ（木暮由紀奈）
- 生徒会の一存（2009年 - 2013年、藤堂エリス） - 2シリーズ
- ティアーズ・トゥ・ティアラ（エルミン）
- ファイト一発!充電ちゃん!!（クラン・シャント）
- ヤッターマン（第2作）（ホリン）
- ライブオン CARDLIVER 翔（大場ラン、スプラッシュドルフィン）

2010年
- ジュエルペット シリーズ（2010年 - 2015年、サンゴ、花園まりえ、甲田先生、菊池かえで、ジュエリーナ 他） - 6シリーズ
- 聖痕のクェイサー（2010年 - 2011年、エリザベス） - 2シリーズ

2011年
- 境界線上のホライゾン（2011年 - 2012年、三要・光紀、幽霊〈?〉の少女） - 2シリーズ
- クロスファイト ビーダマン（2011年 - 2013年、天宝院ルリ） - 2シリーズ
- これはゾンビですか?（2011年 - 2012年、大先生〈アリエル〉） - 2シリーズ
- 星空へ架かる橋（神本円佳）

2012年
- 戦国コレクション（今川義元、間桶美）

2013年
- 神のみぞ知るセカイ 女神篇（倉川灯）
- 探検ドリランド -1000年の真宝-（盗賊頭アスカ）
- ハイスクールD×D シリーズ（2013年 - 2018年、セラフォルー・レヴィアタン） - 3シリーズ
- ワルキューレロマンツェ（希咲美桜）

2014年
- グリザイアシリーズ（2014年 - 2015年、小嶺幸） - 3シリーズ
- 人生相談テレビアニメーション「人生」（女子生徒）
- 僕らはみんな河合荘（千夏）
- Re:␣ ハマトラ（コトネ）

2015年
- えとたま（萌力テレビのシステムボイス）
- レーカン!（子供）

2016年
- 蒼の彼方のフォーリズム（白瀬みなも）
- ダンガンロンパ3 -The End of 希望ヶ峰学園- 絶望編（サトウ）

2019年
- ドラえもん（テレビ朝日版第2期）（美声のドラえもん）

2020年
- エタニティ 〜深夜の濡恋ちゃんねる♡〜（櫻井穂乃香、桜庭彩香） - 通常版

### 劇場アニメ
- 魔法少女リリカルなのはシリーズ（2010年 - 2018年、月村すずか[55][56]） - 4作品[要説明]
- ジュエルペット スウィーツダンスプリンセス（2012年、サンゴ、ジュエリーナ）

### OVA
- こすぷれCOMPLEX（2002年、今井あてな）
- サイキックアカデミー煌羅万象（2002年、キャール）
- ナースウィッチ小麦ちゃんマジカルて（2002年、ポソ吉）
- GENERATION OF CHAOS III 時の封印（2003年、ティーファ）
- いちご100% 恋が始まる!? 撮影合宿 〜ゆれるココロが東へ西へ〜（2004年、端本ちなみ）
- Memories Off 3.5 想い出の彼方へ（2004年、荷嶋音緒）
- らいむいろ戦奇譚 南国夢浪漫（2004年、真田木綿）
- 舞-乙HiME Zwei（2006年、ミコト）
- こはるびより（2007年、さくや）
- 星空へ架かる橋 OVAスペシャル（2011年、神本円佳）
- マジンカイザーSKL（2011年、ミスティ） - 2010年劇場先行公開
- 咲日和（2015年、国広一）

### ゲーム
2002年
- 想い出にかわる君 〜Memories Off〜（荷嶋音緒）

2003年
- まほろまてぃっく 萌っと≠きらきらメイドさん。（安藤みなわ）

2004年
- 新世紀エヴァンゲリオン 碇シンジ育成計画（阿賀野カエデ）
- W〜ウィッシュ〜（遠野泉奈）
- てんたま2wins（栞里、渡瀬観月）
- らいむいろ戦奇譚☆純（真田木綿）

2005年
- おねがいナイショにしてね（美唯）
- サモンナイト クラフトソード物語 〜はじまりの石〜（リフモニカ）
- ティンクルスタースプライツ -La Petite Princesse-（フリーシア・ローズマリー）
- らき☆すた 萌えドリル（小早川ゆたか）

2006年
- VALHALLA KNIGHTS -ヴァルハラ ナイツ-（エルフ女）
- We Are*（稲敷楓）
- ガンパレード・オーケストラ 青の章 光の海から手紙を送ります（山本えりす）
- Quartett! 〜THE STAGE OF LOVE〜（シャルロット・フランシア）
- Gift -Prism-（深峰莉子）
- Strawberry Panic! GIRLS' SCHOOL IN FULLBLOOM（絆奈）
- 舞-HiME 運命の系統樹（美袋命）
- 舞-HiME 運命の系統樹 修羅（美袋命）
- 舞-HiME 爆裂!風華学園激闘史?!（美袋命）
- 舞-HiME 鮮烈! 真 風華学園激闘史!!（美袋命）
- 舞-乙HiME 乙女舞闘史!!（ミコト）

2007年
- アイドル雀士スーチーパイIV（御崎翔子）
- ウミショー（生田蒔輝）
- 真・らき☆すた 萌えドリル 〜旅立ち〜（小早川ゆたか）
- D.Gray-man 神の使徒達（ロード・キャメロット）
- 名探偵エヴァンゲリオン（阿賀野カエデ）
- Routes PE & Routes PORTABLE（さくや）

2008年
- 絶対可憐チルドレンDS 第4のチルドレン（犬神初音）
- ティアーズ・トゥ・ティアラ 花冠の大地（エルミン）
- 12RIVEN -the Ψcliminal of integral-（伊野瀬チサト）
- ブレイザードライブ（アップル）

2009年
- ウィザードリィ 囚われし魂の迷宮（ノーム女：ディア）
- ティアーズ・トゥ・ティアラ外伝 -アヴァロンの謎-（エルミン）
- NUGA-CEL!（ウェルディー・アークテリアス）

2010年
- 咲-Saki- Portable（国広一）
- ファイト一発!充電ちゃん!!CC（クラン・シャント）
- もっとNUGA-CEL!（ウェルディー・アークテリアス）

2011年
- 乙女はお姉さまに恋してるPortable 2人のエルダー（栢木優雨）
- たんていぶ THE DETECTIVE CLUB -暗号と密室と怪人と-（鳳小鳥）
- たんていぶ THE DETECTIVE CLUB -廃部と絵画と爆弾と-（鳳小鳥）
- たんていぶ THE DETECTIVE CLUB -失踪と反撃と大団円-（鳳小鳥）
- ルーンファクトリー オーシャンズ（ソニア）

2012年
- アガレスト戦記 Mariage（ジオレット）
- あまつみそらに! 雲のはたてに（観崎美唯）
- ヒーローズファンタジア（美袋命）
- ルートダブル -Before Crime * After Days-
- Let's Try Bass Fishing FISH ON NEXT（ジェイミー、シミズ アイ）

2013年
- 境界線上のホライゾン PORTABLE（三要・光紀、幽霊の少女）
- グリザイアシリーズ（2013年 - 2023年、小嶺幸） - 8作品
- 恋愛0キロメートル Portable（木ノ本乃来亜）
- 1/2 summer+（神ノ木汐）

2014年
- LOVELY QUEST -Unlimited-（八乙女いろは）

2015年
- 限界凸起 モエロクリスタル（コカトリス）※DLCで登場
- 咲-Saki- 全国編（国広一）
- 神撃のバハムート（ネルシャ）
- ファイアーエムブレムif（シャーロッテ）

2016年
- 蒼の彼方のフォーリズム（白瀬みなも）
- 乙女理論とその周辺 -Bon Voyage-（ブリュエット・ニコレット・プランケット ）
- 快盗天使ツインエンジェル〜そして神話の乙女たち〜（ユーノ）
- チェインクロニクル〜絆の新大陸〜（ストラッセ、ラントカルテ）
- トリックスター〜召喚士になりたい〜（ジュイス）
- NightCry（コニー）
- 果つることなき未来ヨリ（ジーナ・ナゴット）

2017年
- ファイアーエムブレム ヒーローズ（シャーロッテ）
- セヴンデイズ あなたとすごす七日間（色摩ネネ）

2018年
- メモリーズオフ -Innocent Fille-（荷嶋音緒）
- Shadowverse（オシャレ女王・ネルシャ、ナイトメアデビル、天使のドレス、悪魔のドレス）
- モン娘☆は〜れむ（モナ）

2019年
- スキとスキとでサンカク恋愛（小森江七瑠）

2021年
- ジンキ・リザレクション（柊赤緒）
- ツユチル・レター 〜海と栞に雨音を〜（立花碧）

2023年
- ANGEL WHISPER（由島美瀬）

2024年
- マブラヴ：ディメンションズ（小嶺幸）

### ドラマCD
- World's end（2002年 - 2003年、ネロ・ベルーティノ） - 全2巻
- JUNK FORCE（2003年、ミル）
- Rune Princess イメージアルバム Vol.1（2004年、マティルデ・ガストシュタイン）
- アクエリアンエイジ（夜羽子・アシュレイ）
- あかほり外道アワーらぶげ（良澄愛美）
- アラビアンローズ 〜ライラの受難〜（ライラ）
- いちご100%（端本ちなみ）
- うえきの法則 -The Low Of Robert's 10-（ノマール・カルライン）
- 怪異いかさま博覧亭（娘〈お菊〉）
- 怪物王女 ドラマCD「放浪王女」（シャーウッド）
- 家族ゲーム（江西ゆかり）
- Good Morning ティーチャー（内田沙耶佳）
- GRACE DOOR（常磐ナナコ）
- こはるびより（さくや）
- 聖痕のクェイサー 〜皇女の卵〜（2007年、桂木華）
- SKET DANCE（早乙女浪漫）
- Strawberry Panic（涼水玉青、日向絆奈）
- 世界めいわく劇場 童話「マッチ売りの少女」（冬木マチコ）
- 破天荒遊戯（3）てのひらのたいよう（ララウェル）
- ビギニング戦国時代戦 逝しき未来の幻影
- ピンキーストリート（よしこ / みっちー）
- 舞-HiME 実録!『裏』風華学園史 第一・二章（美袋命）
- 舞-乙HiME ミス・マリアはみてた 〜ガルデローベ裏日誌〜 Vol.1・2（ミコト / ミミ）
- 魔法少女リリカルなのは サウンドステージシリーズ（月村すずか）
- 魔法少女リリカルなのは Reflection（月村すずか）※ドラマCD付き特別鑑賞券 - 2種
- まほらば（黒崎朝美）
- ヨルムンガンド（チナツ）
- らき☆すた（小早川ゆたか）
- レイスイーパー ドラマCD（雫 文）
- ワルキューレロマンツェ 少女騎士物語（希咲美桜）

### ラジオ
※はインターネット配信。
- 明・めぐみのドリーム・ドリーム・パーティ（文化放送）
  - 「愛と良子のパジャマパーティー」（2005年 - 2013年、文化放送）(明・めぐみのドリーム・ドリーム・パーティ内箱番)
- ラジオどっとあい めぇめぇもぉdaエイエイオー!（2000年 - 2001年、BBQR※）
- 清水愛・門脇舞のあいまい@（2002年 - 2003年、VORTEX※）
- らいむいろ女学院（2002年 - 2003年、ラジオ関西）
- らいむいろ女学院☆純（2003年 - 2004年、ラジオ関西）
- スタチャ情報発信番組 ホレぼれ。（2002年 - 2003年、文化放送・東海ラジオ・ラジオ関西）
- 良子と愛のぷにぷにTea Time（仮）（2003年 - 2013年、モバイル文化放送※）
- おねがいツインズ・みずほ先生とはちみつツインズ（2003年、ラジオ大阪・TBSラジオ・信越放送）
- 超・ULTRAスーパーマニア「レディオウイッシュ団」（2003年 - 2004年、文化放送・ラジオ関西）
- DearS×DearS（2004年、ラジオ大阪）
- 舞-HiMEラジオ 風華学園放送部（2004年 - 2005年、ラジオ大阪）
- GENEON Presents 週刊アニメプレス（2004年 - 2005年、文化放送）
- 清水愛の愛♥娘（声優Wave※）
- 愛とかほるのラブフェロモン!（2004年 - 2005年、アニメイトTV※）
- らぶげ魂 愛とかほるのらぶフェロ♥（2005年、音泉※・ランティスウェブラジオ※）
- らぶフェロの頑張りましょう儲けましょう（2006年、音泉※・アニメイトTV※）
- 清水愛 箱入り柘榴姫（2005年、音泉※・ランティスウェブラジオ※）
- 清水愛 看板ざくろ姫（2005年、音泉※・ランティスウェブラジオ※）
- 麻衣&愛の電撃G'sラジオ ストロベリー・パニック! 〜お姉様といちご・そうどう〜（2005年 - 2006年、音泉※・ランティスウェブラジオ※）
- 小林晃子&清水愛のしにがみ通信（2006年、インターネットラジオ※）
- そらいろらじお（2007年、キャララジオ※・BEAT☆Net Radio!※・ランティスウェブラジオ※）
- 愛と真守の週刊エル・カザド通信!（2007年、音泉※・BEWE※）
- スーチーパイ ラジオSTATION S ハッピィPuPePo♪（2007年、音泉※）
- 畑亜貴らじお 隷属快美の娘達（：2007年 - 2008年、ランティスウェブラジオ※）
- RADIOまほろまてぃっく「おかえりなさい、まほろさん」
- 清水愛のニコニコ愛Lan℃（2010年、ニコニコ動画※）
- 1314式☆総合萌えミリ演習（2013年 - 2015年、ラジオ大阪・アニメイトTV※・ニコニコ動画そうもえんチャンネル※）[87]
- グリザイアの番組（ラジオ）〜世界に刃向かう、一つのラジオ〜（2015年、音泉※・響-HiBiKi Radio Station-※）
- 清水愛のチャンネルやるってよ!（2016年 - 、ニコニコ生放送※）

### ラジオCD
- 清水愛 箱入り柘榴姫
- 麻衣&愛の電撃G'sラジオ ストロベリー・パニック！ 〜お姉さまといちごそうどう〜
- 愛と真守の週刊エル・カザド通信！

### テレビ番組
- 声友ヒャッカテン
- 萌え〜潜入!!アキバ系の世界（フジテレビ：2005年11月26日 / 関西テレビ：2006年2月11日）
- TVチャンピオン・アキバ王選手権（テレビ東京：2005年9月15日）
- おはスタ（テレビ東京：2005年11月10日） - 『メルヘヴン』スノウのコスプレで登場
- 番宣部長（AT-X：2006年12月24日）
- TVチャンピオン2・外国人アキバ王選手権（テレビ東京：2007年5月10日）
- 花の声優界! スター☆ボウリング 人生投げずに玉投げて。みなさまのおかげサマーですSP（AT-X:2007年8月19日）
- しゃばけ（鳴家）[要出典]
- 天才てれびくんYOU（NHK Eテレ：2017年11月） - 玉のもじもん・たまみの声
- アニメTV（tvk他）
- HiMEをかたる 命&深優[88]（BS11：2010年1月22日 - 不明） - BS11にて再放送時に行われた舞-HiME内のコーナー番組。浅井清己と共演。
- ぼいすた!（BS-TBS：2011年07月30日） - 松本保典と共演。
- 清水愛、何でもやるってよ! (AT-X[89]、ST-X：2015年10月9日 - 2016年3月11日）

### 映画
- 忍たま乱太郎 夏休み宿題大作戦!の段（女装した立花仙蔵の声）

### 舞台
- 81プロデュース企画公演Vol.2『The ROUDOKU』
- 乙女企画クロジ☆第六回公演『桜屋敷の三姫』
- 劇団劇作家 劇読み! vol.3「時はおもちゃ箱に詰めこんで」
- タンバリンプロデューサーズ「怪し会〜伍」（2012年8月23日‐26日、もっとい不動 密蔵院）
- 「弁当屋の四兄弟」（2013年8月14日 - 2013年8月18日、下北沢OFF・OFFシアター）ゲスト出演
- RIDE STAGING OFFICEプロデュース「DIVE@LIVE-維新-『幕末-狼kick!-』」（2014年10月8日〜12日、THEATER GREEN BIG TREE THEATER）
- 怪し会 拾 （2018年3月28日‐4月2日、もっとい不動 密蔵院）[90]

### 映像作品
- メモオフ・セカンドコンサート コンプリートDVD（2003年3月28日）
- らいむいろ戦奇譚 スペシャルDVD 戦士の休息（6月27日、2003年3月開催のイベントを収録）
- らいむいろ戦奇譚 イベントDVD〜Eternal〜（2004年7月23日）
- ドキュメンタリー映画『俺たち文化系プロレスDDT』（2016年）

### その他コンテンツ
- アトレ秋葉原店店内アナウンス
- 宝くじマスコットキャラクター「クーちゃん」の声[91]
- インターネット配信番組「2.5次元てれび」第6回目、7回目VTRゲスト
- 防御力ゼロの嫁（YouTubeボイスコミック・高坂朱里）
- グレース観光（グレースライナー車内アナウンス）[92]
- 機動戦士ガンダム 閃光のハサウェイ（2021年、銃器設定協力）[93]
- ASMR「桜木学園癒やし部〜3年A組・姫崎ユリア お嬢様のあなたのためだけのご奉仕ASMR〜」（2022年、姫崎ユリア）

## ディスコグラフィ

### シングル
| 枚  | 発売日         | タイトル               | 規格品番  | オリコン 最高位 |
| --- | -------------- | ---------------------- | --------- | --------------- |
| ※   | 2003年7月24日  | Angel Fish             | KICM-1077 | 93位            |
| 1st | 2004年11月25日 | 螺旋のプロローグ       | LHCM-1002 | 128位           |
| 2nd | 2005年2月24日  | 針夢廃墟               | LHCM-1004 | 129位           |
| 3rd | 2006年2月22日  | 記憶薔薇園             | LHCM-1019 | 64位            |
| 4th | 2007年4月25日  | 覚醒ビスク・ドール     | LHCM-1032 | 107位           |
| 5th | 2007年12月21日 | 恋する旅行少女         | LHCM-1038 | 136位           |
| 6th | 2009年9月9日   | Chimeric voice         | LHCM-1069 | 133位           |
| 7th | 2010年7月22日  | 時計と魔法のビスケット | LHCM-1079 | 115位           |
| ※   | 2010年8月13日  | 目覚めたら創話世界     | LZM-2029  | 圈外            |

#### コラボレーション・シングル
| 枚  | 発売日        | タイトル     | 規格品番  | 名義              | オリコン 最高位 |
| --- | ------------- | ------------ | --------- | ----------------- | --------------- |
| 1st | 2006年5月24日 | 秘密ドールズ | LACM-4263 | 中原麻衣 & 清水愛 | 42位            |
| 2nd | 2006年8月23日 | 苺摘み物語   | LACM-4286 | 中原麻衣 & 清水愛 | 43位            |

### アルバム

#### オリジナル・アルバム
| 枚  | 発売日        | タイトル     | 規格品番  | オリコン 最高位 |
| --- | ------------- | ------------ | --------- | --------------- |
| 1st | 2005年4月27日 | 発芽条件M    | LHCA-5007 | 115位           |
| 2nd | 2008年9月10日 | NUOVA STORIA | LHCA-5090 | 141位           |

#### ミニ・アルバム
| 枚  | 発売日       | タイトル  | 規格品番   | 規格品番 | オリコン 最高位 |
| 枚  | 発売日       | タイトル  | 初回限定盤 | 通常盤   | オリコン 最高位 |
| --- | ------------ | --------- | ---------- | -------- | --------------- |
| 1st | 2011年6月8日 | Meteoroid | LHCA-35129 | HCA-5129 | 153位           |

#### コラボレーション・アルバム
| 枚  | 発売日         | タイトル  | 規格品番  | 名義              | オリコン 最高位 |
| --- | -------------- | --------- | --------- | ----------------- | --------------- |
| EP  | 2004年10月8日  | AA        | GNCA-1021 | 川澄綾子 & 清水愛 | 188位           |
| 1st | 2006年12月25日 | Chronicle | LHCA-5058 | 中原麻衣 & 清水愛 | 104位           |

### その他参加楽曲
| 発売日         | 商品名                                            | 歌           | 楽曲                 | 備考                                                                    |
| -------------- | ------------------------------------------------- | ------------ | -------------------- | ----------------------------------------------------------------------- |
| 2001年3月18日  | 約束しよう                                        | めぇめぇもぉ | 「」                 | ラジオ『ラジオどっとあい めぇめぇもぉdaエイエイオー!』                  |
| 2002年12月18日 | 想い出にかわる君〜Memories Off〜 Sound Collection | 清水愛       | 「この星に生まれて」 | ゲーム『想い出にかわる君 〜Memories Off〜』エンディングテーマ           |
| 2004年1月21日  | ジャーマネ/DOLL No.1                              | Teddy milk   | 「ジャーマネ」       | ラジオ『超・ULTRAスーパーマニアレディオウィッシュ団』オープニングテーマ |
| 2004年1月21日  | ジャーマネ/DOLL No.1                              | Teddy milk   | 「DOLL No.1」        | ラジオ『超・ULTRAスーパーマニアレディオウィッシュ団』エンディングテーマ |

### キャラクターソング
| 発売日   | 商品名                                                                | 歌 | 楽曲                                                                                              | 備考                                                         |
| 2002年   | 2002年                                                                | 2002年 | 2002年                                                                                            | 2002年                                                       |
| -------- | --------------------------------------------------------------------- | --- | ------------------------------------------------------------------------------------------------- | ------------------------------------------------------------ |
| 5月22日  | 萌えてこそ・コスプレ                                                  | 長谷川チャコ（野川さくら）、デルモ（釘宮理恵）、今井まりあ（千葉紗子）、今井あてな（清水愛）、ジェニー・マテル（渡辺明乃）、青島麗華（たかはし智秋） | 「萌えてこそ・コスプレ」                                                                          | OVA『こすぷれCOMPLEX』オープニングテーマ                     |
| 5月22日  | 萌えてこそ・コスプレ                                                  | 長谷川チャコ（野川さくら）、デルモ（釘宮理恵）、今井まりあ（千葉紗子）、今井あてな（清水愛）、ジェニー・マテル（渡辺明乃）、青島麗華（たかはし智秋） | 「コスプレ音頭」                                                                                  | OVA『こすぷれCOMPLEX』エンディングテーマ                     |
| 9月25日  | OVA「こすぷれCOMPLEX」ORIGINAL SOUND TRACK さんとらCOMPLEX            | 長谷川チャコ（野川さくら）、デルモ（釘宮理恵）、今井まりあ（千葉紗子）、今井あてな（清水愛）、ジェニー・マテル（渡辺明乃）、青島麗華（たかはし智秋） | 「萌えてこそ・コスプレ（マキシとちょっと違うver.）」 「コスプレ音頭（マキシとちょっと違うver.）」 | OVA『こすぷれCOMPLEX』関連曲                                 |
| 12月25日 | 凛花                                                                  | らいむ隊 | 「凛花」                                                                                          | PCゲーム・テレビアニメ『らいむいろ戦奇譚』                   |
| 12月25日 | 凛花                                                                  | らいむ隊 | 「ETERNAL」                                                                                       | PCゲーム『らいむいろ戦奇譚』エンディングテーマ               |
| 2003年   |                                                                       | |                                                                                                   |                                                              |
| 1月22日  | らいむいろ戦奇譚 ヴォーカル集『凛花』                                 | 真田木綿（清水愛）、黒田綸子（相本結香）、本多更紗（音宮つばさ）                                                                                     | 「バラードのように」                                                                              | テレビアニメ『らいむいろ戦奇譚』関連曲                       |
| 1月22日  | らいむいろ戦奇譚 ヴォーカル集『凛花』                                 | 真田木綿（清水愛） | 「Blue Wind」                                                                                     | テレビアニメ『らいむいろ戦奇譚』関連曲                       |
| 2月19日  | 心の記憶                                                              | 真田木綿（清水愛） | 「心の記憶」 「月の渚で会いましょう」                                                             | テレビアニメ『らいむいろ戦奇譚』関連曲                       |
| 3月26日  | らいむいろ戦奇譚 キャラクターアルバム「真田木綿（清水愛）」           | 真田木綿（清水愛） | 「pure」 「二人の春休み」                                                                         | テレビアニメ『らいむいろ戦奇譚』関連曲                       |
| 3月26日  | らいむいろ戦奇譚 キャラクターアルバム「真田木綿（清水愛）」           | 真田木綿（清水愛） | 「ひとつになりたい」                                                                              | OVA『らいむいろ戦奇譚 南国夢浪漫』挿入歌                     |
| 5月2日   | 想い出にかわる君 メモリーコレクションVol.4 荷嶋音緒                   | 荷嶋音緒（清水愛） | 「続く未来へ」                                                                                    | ゲーム『想い出にかわる君 〜Memories Off〜』関連曲            |
| 6月6日   | Never Ending Fantasia                                                 | ネロ・ベルーティノ（清水愛） | 「黒曜石の王国」                                                                                  | ドラマCD『World's end』関連曲                                |
| 6月6日   | Never Ending Fantasia                                                 | ルナ・パトラクシェ（野川さくら）、カーマイン・ロードナイト（千葉紗子）、ネロ・ベルーティノ（清水愛）、セレス・アクエリアス（折笠富美子）             | 「魔法の風景」                                                                                    | ドラマCD『World's end』関連曲                                |
| 7月16日  | KID MUSIC MUSEUM VOL.1                                                | M-flap | 「夏が終わるまでに」                                                                              |                                                              |
| 2004年   |                                                                       | |                                                                                                   |                                                              |
| 4月21日  | てんたま2wins ヴォーカルプラス                                        | 栞里（清水愛） | 「Little Twinkle Dream」                                                                          | ゲーム『てんたま2wins』関連曲                                |
| 4月23日  | らいむいろ戦奇譚 南国夢浪漫 前編 初回限定版特典CD                     | らいむ隊 | 「学園天国」                                                                                      | OVA『らいむいろ戦奇譚 南国夢浪漫』エンディングテーマ         |
| 6月23日  | Rune Princess Vocal Album                                             | マティルデ・ガストシュタイン（清水愛） | 「UP CURRENT」                                                                                    | 読者参加企画『ルーンプリンセス』関連曲                       |
| 7月22日  | Parade                                                                | 鴇羽舞衣（中原麻衣）、玖我なつき（千葉紗子）、美袋命（清水愛）                                                                                       | 「Parade」                                                                                        | ラジオ『舞-HiMEラジオ 風華学園放送部』主題歌                 |
| 7月22日  | Parade                                                                | 鴇羽舞衣（中原麻衣）、玖我なつき（千葉紗子）、美袋命（清水愛）                                                                                       | 「私立風華学園校歌〜水晶の祈り〜」                                                                |                                                              |
| 8月25日  | この醜くも美しい世界 オリジナルサウンドトラック2                      | ヒカリ（川澄綾子）、アカリ（清水愛） | 「キミニアエテ」                                                                                  | テレビアニメ『この醜くも美しい世界』最終話エンディングテーマ |
| 8月25日  | この醜くも美しい世界 オリジナルサウンドトラック2                      | アカリ（清水愛） | 「やっぱり雨はきらい」                                                                            | テレビアニメ『この醜くも美しい世界』関連曲                   |
| 9月23日  | 舞-HiME Character Song Vol.3 ココロの剣                               | 美袋命（清水愛） | 「ココロの剣」                                                                                    | テレビアニメ『舞-HiME』関連曲                                |
| 11月26日 | 魔法少女リリカルなのは サウンドステージ01                             | 月村すずか（清水愛） | 「きっとStand by you」                                                                            | テレビアニメ『魔法少女リリカルなのは』関連曲                 |
| 2005年   |                                                                       | |                                                                                                   |                                                              |
| 2月23日  | 舞-HiME Character Vocal Album Vol.1 初恋方程式 第1楽章                | 美袋命（清水愛） | 「ぽかぽかぺこぺこ」                                                                              | テレビアニメ『舞-HiME』関連曲                                |
| 7月27日  | 熱唱！！らぶげナイトフィーバー                                        | ラブフェロモン＆外道乙女隊 featuring 桃井はるこ&影山ヒロノブ                                                                                         | 「熱唱！！らぶげナイトフィーバー」                                                                | テレビアニメ『あかほり外道アワーらぶげ』オープニングテーマ   |
| 7月27日  | 熱唱！！らぶげナイトフィーバー                                        | ラブフェロモン | 「恋のラブフェロモン」                                                                            | ラジオ『愛とかほるのラブフェロモン!』主題歌                  |
| 12月22日 | 『らき☆すた』vocal mini album                                         | 小早川ゆたか（清水愛）、岩崎みなみ（松来未祐）、パトリシア＝マーティン（雪野五月）                                                                   | 「オトメ☆ゴコロ」                                                                                 | ゲーム『らき☆すた 萌えドリル』関連曲                         |
| 2006年   |                                                                       | |                                                                                                   |                                                              |
| 3月8日   | 落語天女おゆい キャラクターソングス                                   | 小石川鈴（清水愛） | 「ココロのハネ 〜I can fly!〜」                                                                   | テレビアニメ『落語天女おゆい』関連曲                         |
| 4月26日  | 鍵姫物語 永久アリス輪舞曲 Character Song Collection                   | 有栖川ありす（清水愛） | 「ありす外伝書いちゃダメ？」                                                                      | テレビアニメ『鍵姫物語 永久アリス輪舞曲』関連曲              |
| 12月27日 | Gift〜eternal rainbow〜 キャラクターソングミニアルバム                | 深峰莉子（清水愛） | 「懐かしい未来」                                                                                  | テレビアニメ『Gift〜eternal rainbow〜』関連曲                |
| 2007年   |                                                                       | |                                                                                                   |                                                              |
| 9月21日  | TVアニメ「ケンコー全裸系水泳部 ウミショー」Characters Vol.05 生田蒔輝 | 生田蒔輝（清水愛） | 「気分はノリノリWONDERLAND」                                                                      | テレビアニメ『ケンコー全裸系水泳部 ウミショー』関連曲        |
| 12月5日  | 舞-乙HiME Zwei ヴォーカルベストミニアルバム 舞夢                      | アリカ（菊地美香）、ニナ（小清水亜美）、マシロ（ゆかな）、舞衣（中原麻衣）、ナツキ（千葉紗子）、ミコト（清水愛）                                     | 「乙女はDO MY BESTでしょ? 2007ver.」                                                              | OVA『舞-乙HiME Zwei』第4巻エンディングテーマ                 |
| 12月5日  | 舞-乙HiME Zwei ヴォーカルベストミニアルバム 舞夢                      | 舞衣（中原麻衣）、ナツキ（千葉紗子）、ミコト（清水愛）                                                                                               | 「乙女はDO MY BESTでしょ? 姫ver.」                                                                | OVA『舞-乙HiME Zwei』関連曲                                  |
| 2008年   |                                                                       | |                                                                                                   |                                                              |
| 2月22日  | こはるびより マニアックスCD2                                          | さくや（清水愛） | 「“等身大”っておっきいよ！」                                                                      | OVA『こはるびより』関連曲                                    |
| 2月27日  | TVアニメーション「AYAKASHI」Characters Vol.4 パム・ウェルヌ・アサクラ | パム・ウェルヌ・アサクラ（清水愛） | 「little heavenly princess」                                                                      | テレビアニメ『AYAKASHI』関連曲                               |
| 3月26日  | 鉄道むすめ キャラクターソングコレクション Vol.12 平泉あおば＆つばさ   | 平泉あおば（下屋則子）、平泉つばさ（清水愛） | 「くるくるコメット」 「トレイン to トレイン #平泉あおば&つばさ」                                  | 『鉄道むすめ』関連曲                                         |
| 2011年   |                                                                       | |                                                                                                   |                                                              |
| 5月27日  | だっしゅどシンデレラ                                                  | 中津川初（中村繪里子）、神本円佳（清水愛） | 「だっしゅどシンデレラ」                                                                          | テレビアニメ『星空へ架かる橋』エンディングテーマ             |
| 5月27日  | だっしゅどシンデレラ                                                  | 中津川初（中村繪里子）、神本円佳（清水愛） | 「明日への架け橋」                                                                                | テレビアニメ『星空へ架かる橋』関連曲                         |
| 8月3日   | 星空へ架かる橋 キャラクターソングアルバム                             | 神本円佳（清水愛） | 「Water LiLy」                                                                                    | テレビアニメ『星空へ架かる橋』第10話エンディングテーマ       |
| 8月3日   | 星空へ架かる橋 キャラクターソングアルバム                             | 神本円佳（清水愛） | 「星風のホロスコープ（円佳 ver.）」                                                               | テレビアニメ『星空へ架かる橋』関連曲                         |
| 8月3日   | 星空へ架かる橋 キャラクターソングアルバム                             | 中津川初（中村繪里子）、神本円佳（清水愛）、日向伊吹（青葉りんご）                                                                                   | 「星風のホロスコープ（#12 ver.）」                                                                | テレビアニメ『星空へ架かる橋』第12話エンディングテーマ       |
| 2012年   |                                                                       | |                                                                                                   |                                                              |
| 8月29日  | 戦国コレクション キャラクターソングコレクション Vol.5                 | 元帥姫・今川義元（清水愛） | 「We will go!!」                                                                                  | テレビアニメ『戦国コレクション』関連曲                       |
| 2015年   |                                                                       | |                                                                                                   |                                                              |
| 7月25日  | -                                                                     | 龍門渕高校麻雀部 | 「ころもびより」                                                                                  | OVA『咲日和』エンディングテーマ                              |